# 大碗岛的星期天下午
《大碗岛的星期天下午》（法語：Un dimanche après-midi à l'Île de la Grande Jatte），或译《大傑特島的星期日下午》，是十九世紀法国画家乔治·修拉（Georges Pierre Seurat）最著名的代表作之一，同时也是一幅典型的点彩画派作品。

## 背景
作品描绘的是大碗岛上一个晴朗的下午，游人们在树林间休闲的情景。在画面中共有四十个人物。
这幅巨大的绘画作品创作共耗时两年半。秀拉为了创作这一幅作品绘制了四百多幅的素描稿和颜色效果图，以研究构图和色彩。在这幅作品中，秀拉采取点彩画法，用大块的绿色为主调，杂以各种经过仔细分析处理的藍、紫、红、黄等色点，经过一年的时间点满在画布上。
作品中的大碗岛实际位于法国巴黎塞纳河畔讷伊和勒瓦卢瓦-佩雷之间的塞纳河畔，与现在的拉德芳斯商业区有一小段距离。在1884年修拉刚开始进行创作时，这里是一个远离市郊的休息寓所。这里多年前也曾经作为工业场地，不过现今已成为了公共花园和住宅开发用地。
这幅画首次于1886年展出。现藏于美国芝加哥艺术博物馆内。

## 相关作品

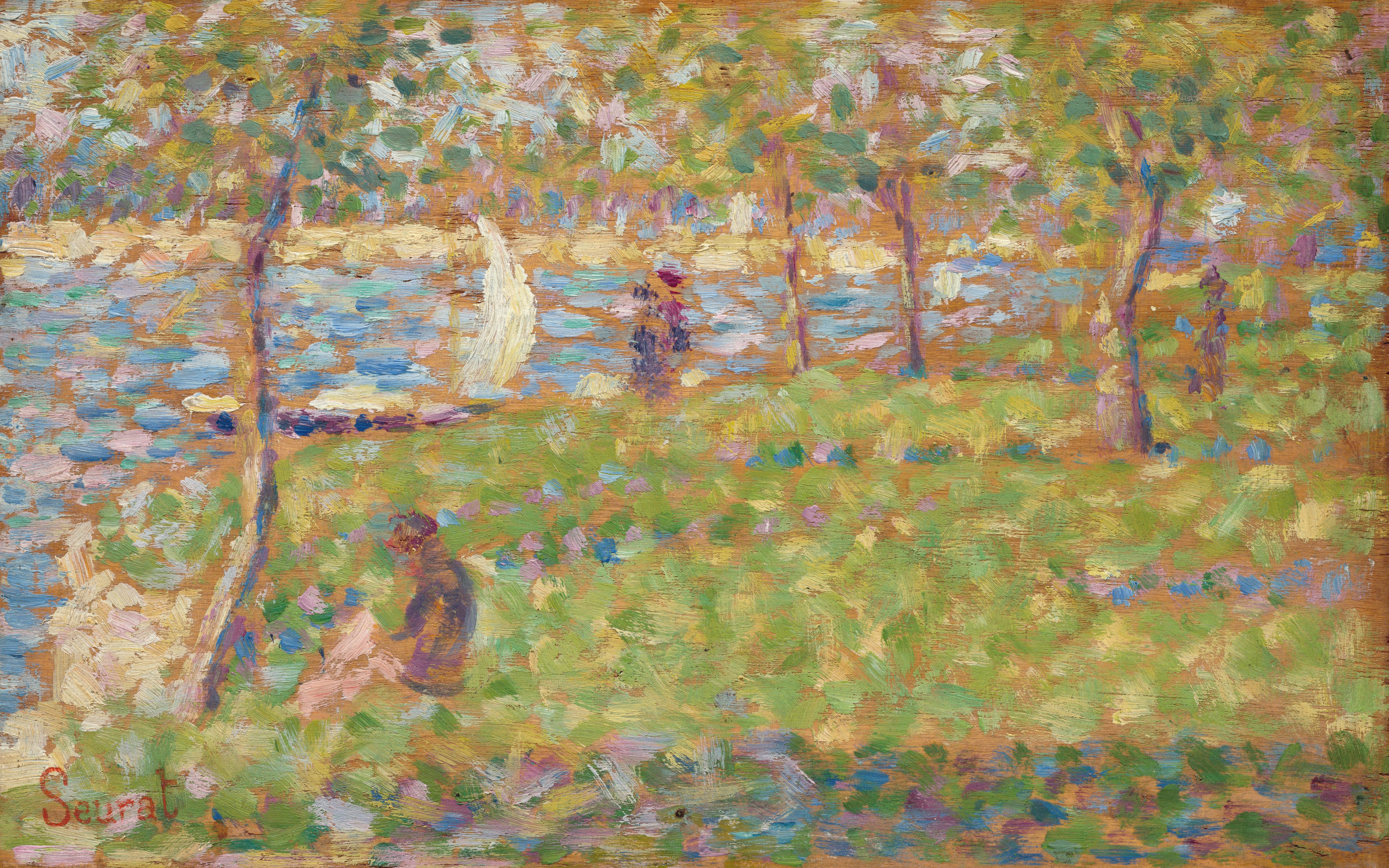
Study for La Grand Jatte, 1884
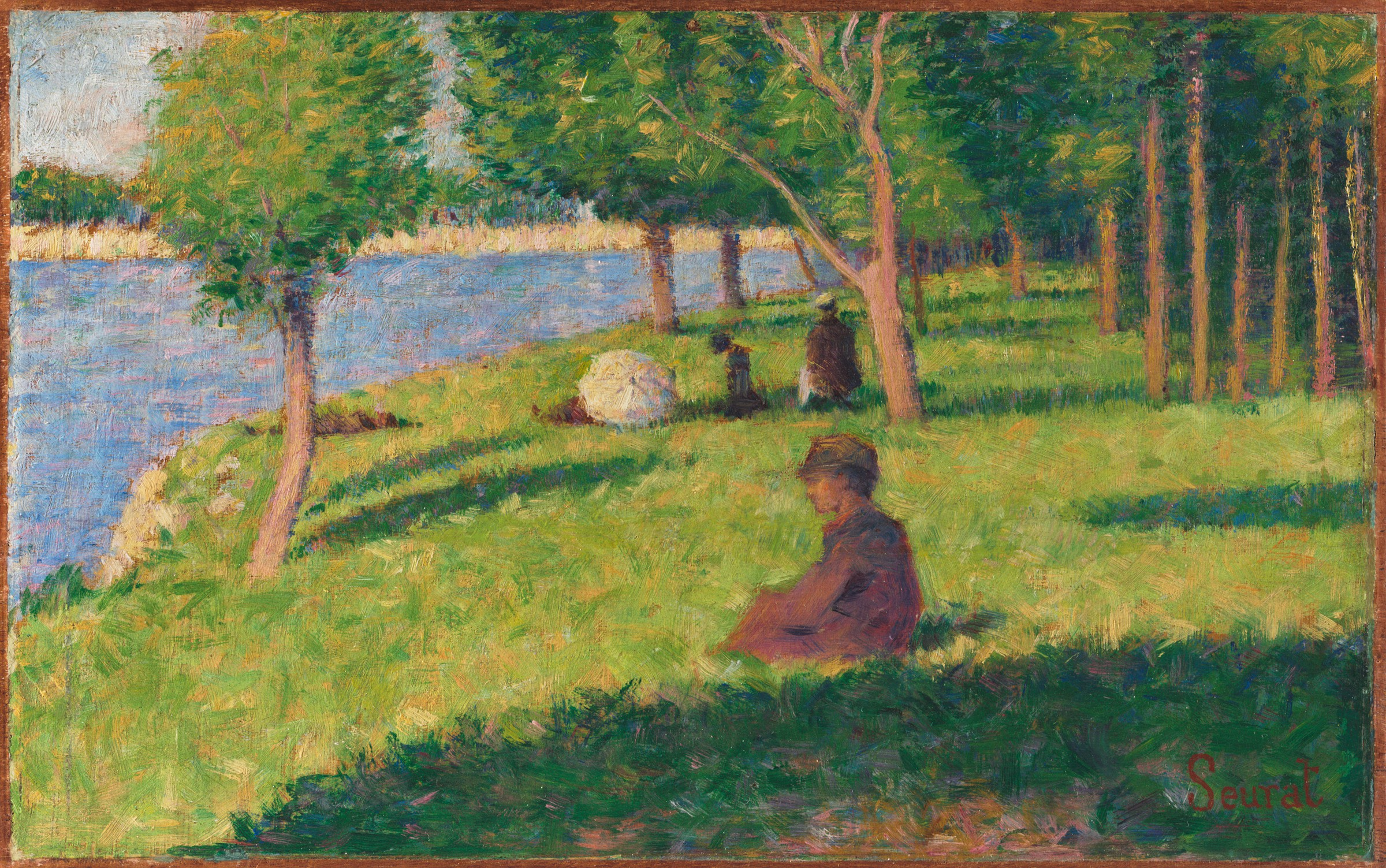
Figures assises, 1884
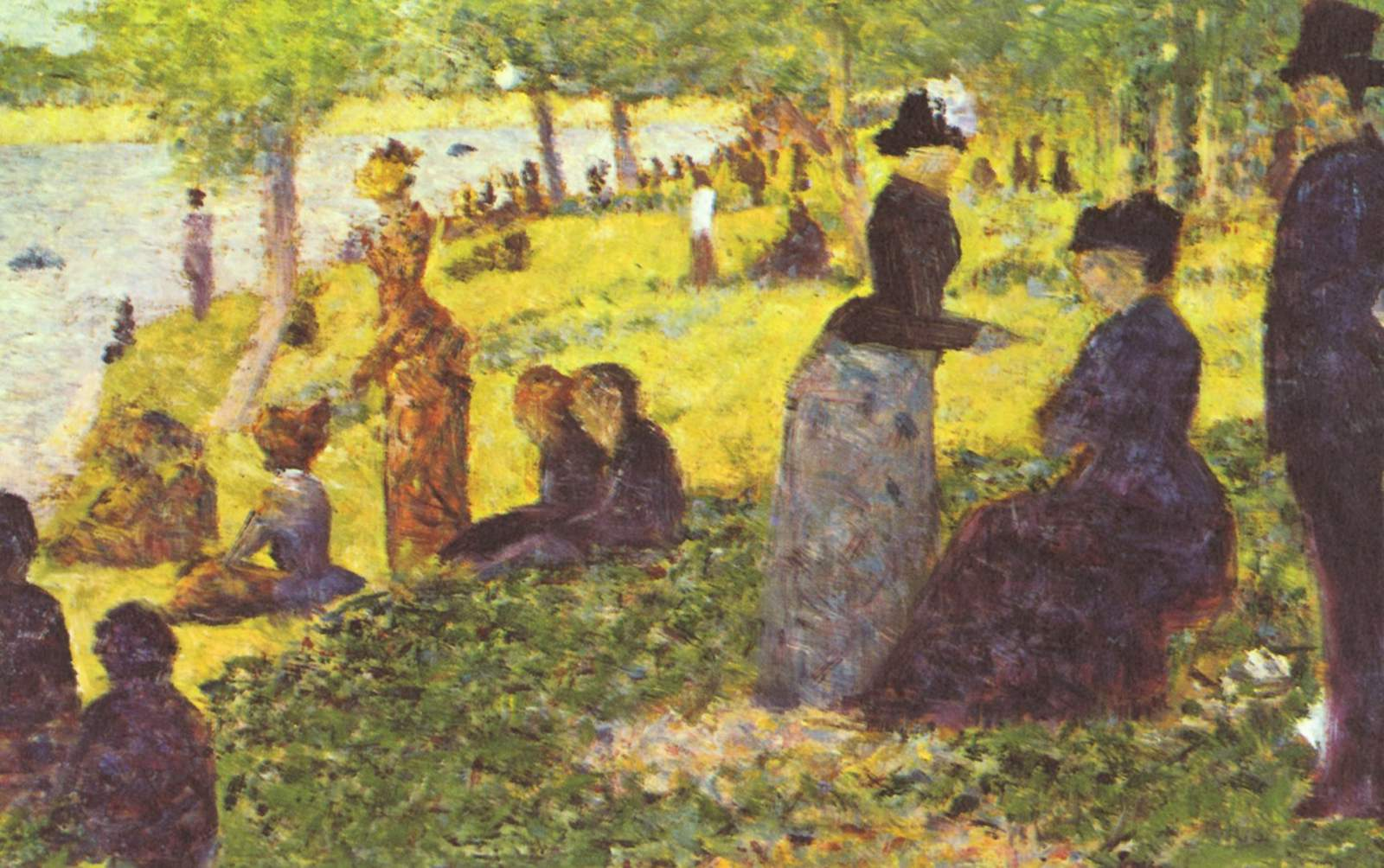
Die Insel La Grande Jatte mit Ausflüglern, 1884
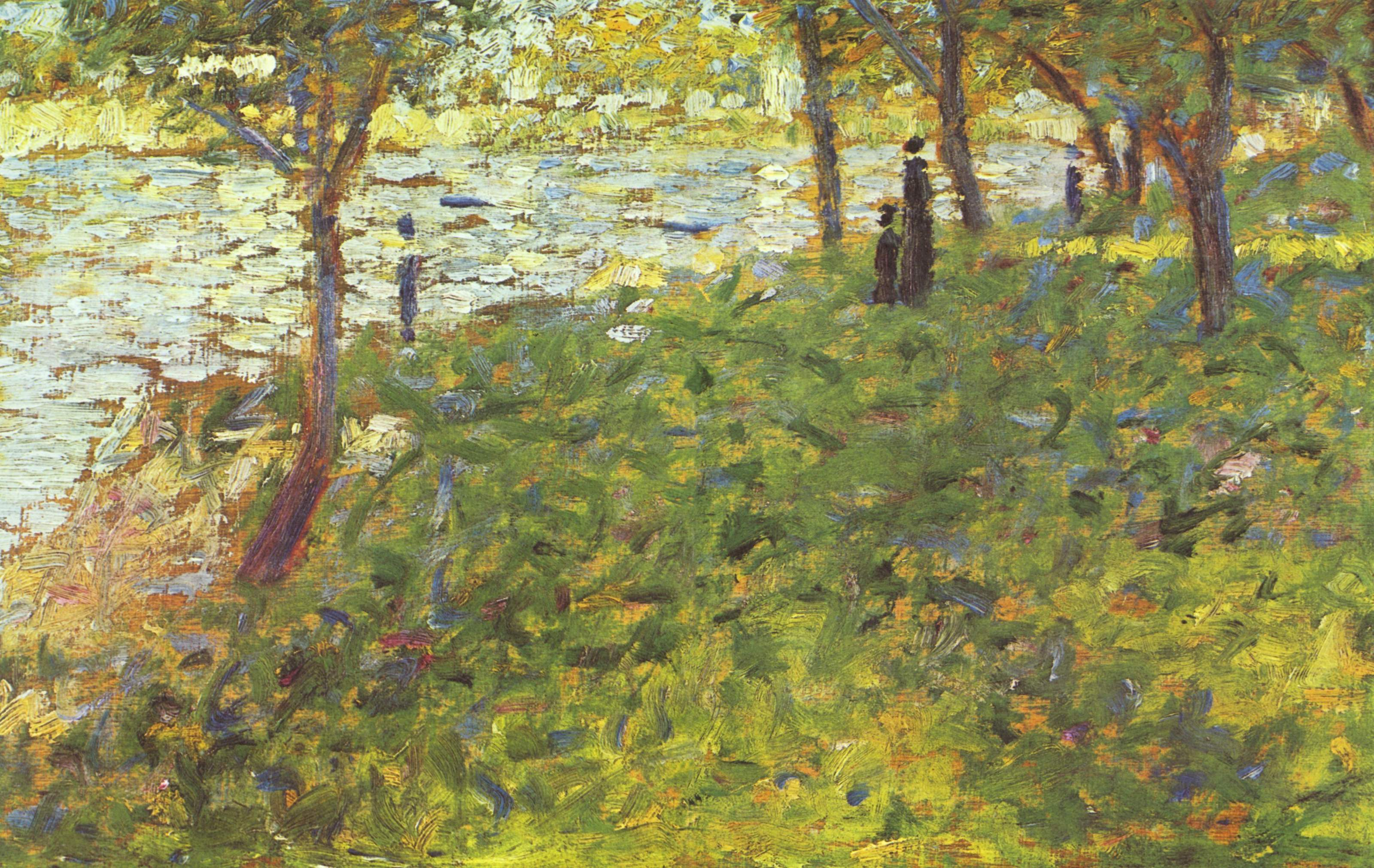
Paysage et personnages, 1884–1885
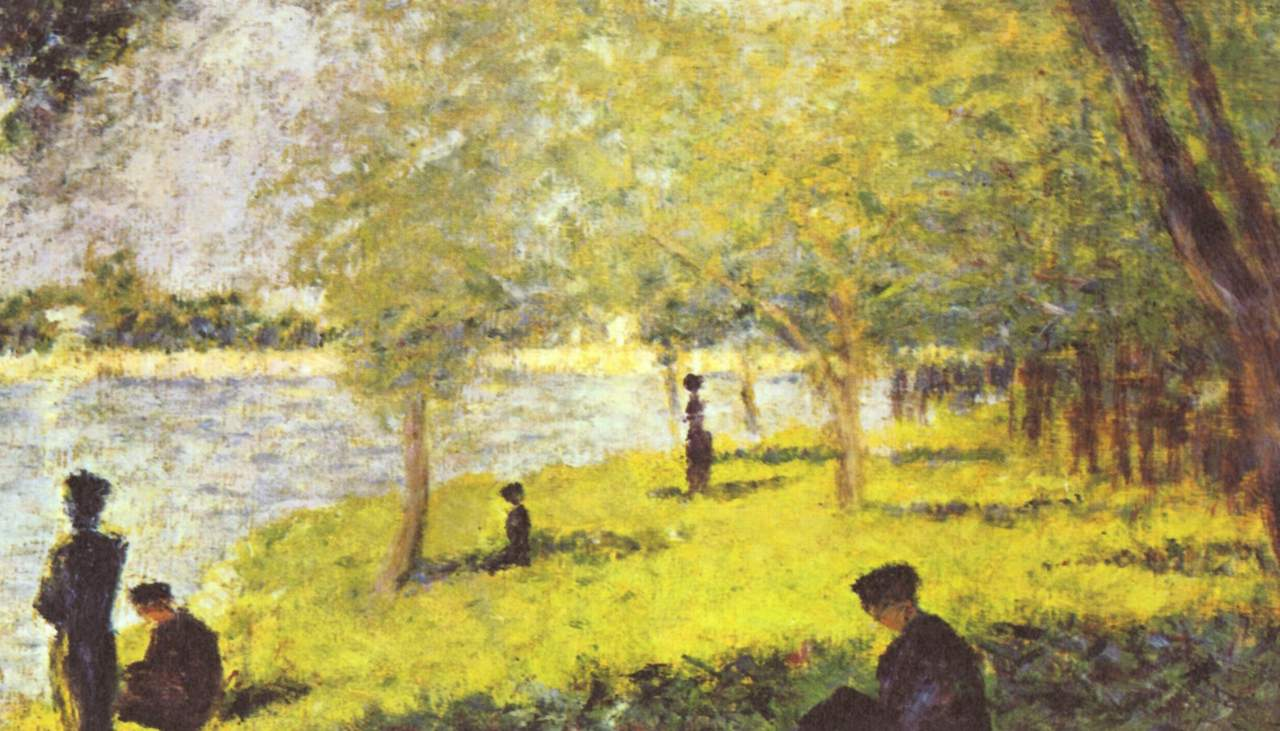
Groupe de personnages, 1884–1885
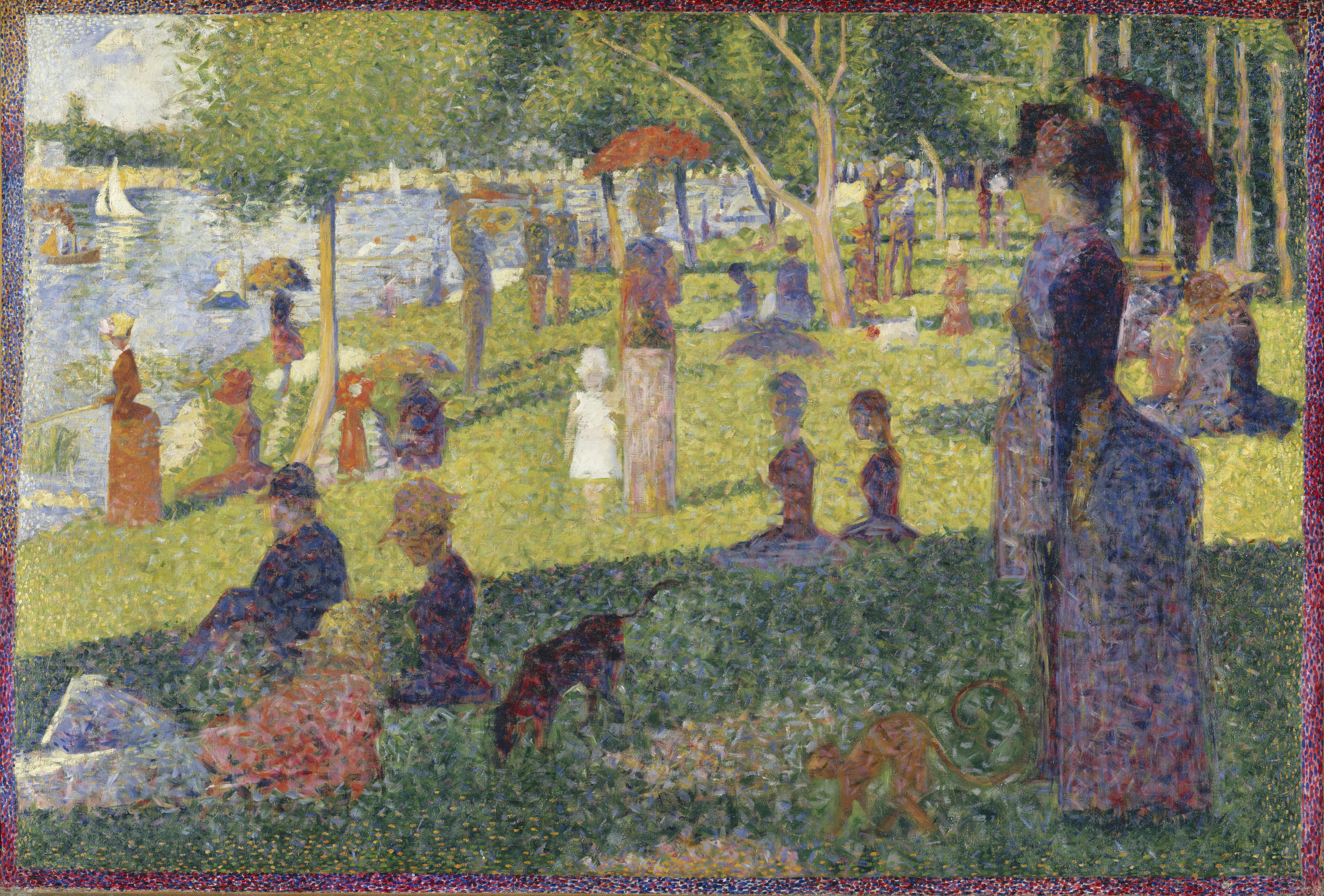
Esquisse d'ensemble, 1884–1885
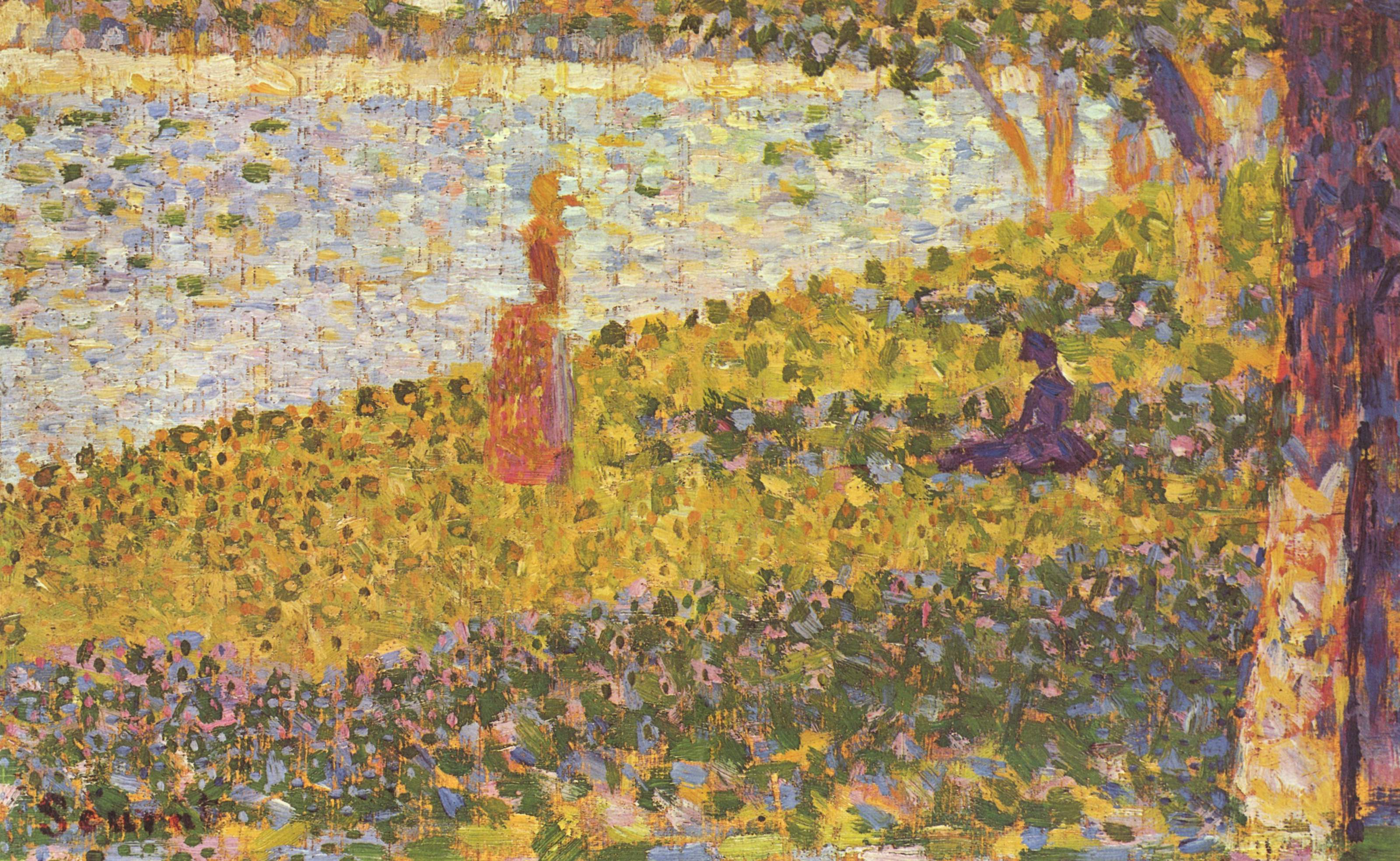
Femmes au bord de l'eau, 1885–1886